# 美しい人 (坂本真綾の曲)
「美しい人」（うつくしいひと）は、日本の女性声優・歌手、坂本真綾の楽曲。2010年6月12日に各種音楽配信サービスにて着うた・着うたフル配信が開始され、初の配信限定シングルとなっている。

## 概要
本曲は、デビュー15周年記念企画第2弾作品となっており、上海万博・角川文化振興財団による『遣唐使船再現プロジェクト』のテーマソングに起用された。坂本自身が作詞、菅野よう子が作曲及び編曲を手掛けている。歌詞には中国語の「美麗子人」（メイリーダァレン）、「亲爱的人」（チンアイダァレン）というフレーズが含まれており、本人にとって初めて中国語の歌詞を含む曲となった。本曲に関して、坂本は「まだ見ぬ人たちへ、尊敬の念をこめ呼びかけるとしたらと詩を考えていると、“美しい人”というフレーズが浮かびました」とコメントしている。
2010年5月8日、大阪から上海にむけて出航する遣唐使船の出航式典に坂本が親善大使として参加、本曲が初披露された。
2011年1月12日発売の7枚目のオリジナルアルバム『You can't catch me』にCD初収録された。

## クレジット
| 参加ミュージシャン - Acoustic Piano & Keyboards：菅野よう子 - Guitars & Mandolin：今堀恒雄 - 竹笛：稲葉明徳 - Synthesizer Manipulator：浦田恵司、坂元俊介 - Strings：篠崎正嗣ストリングス | スタッフ - Recording & Mixing Engineer：薮原正史 - Assistant Engineer：井澤渓、今関邦裕、山口敦史、八反田亮太 - Recording Studio：CRESCENT STUDIO, MIT STUDIO - Mixing Studio：VICTOR STUDIO |